# Ê
Ê, ê (e-циркумфлекс) — латинська літера, що зустрічається в абетках фрікульської, курдської та в'єтнамської мов. Також літера фігурує як варіація «Ee» у французькій, португальській, валлійській мові, африкаансі та албанських діалектах. Також вживається у деяких системах транслітерації з китайської та української мов.

## Використання
- У французькій мові виникнення Ê, так само як і інших літер із циркумфлексом, пояснюється випаданням приголосних у потоці народної романської мови: stare → estare → être («бути», пор. ісп. estar); bestia → bête («звірюка», пор. ісп. bestia); forestum → forêt («ліс»). Звук, що відповідає літері ê, є закритим.

- У транслітерації піньїнь китайської мови ê позначає /ɛ/. У системі чжуїнь їй відповідає ㄝ.

- У фріульській мові літера позначає звуки /e/ та /ɛː/.

- У курдській абетці Ê є сьомою літерою та позначає звук /ɛ/.
- У португальській абетці ê позначає наголос і вимовляється як /e/.
- Ê вживається у системі романізації української мови ISO 9:1995, де відповідає кириличній Є.

- Ê — 9-та літера в'єтнамської абетки, відповідними звуками є /e/ та /ɜ/. Для позначення п'яти в'єтнамських тонів використовуються додаткові діакритичні знаки: Ề ề Ể ể Ễ ễ Ế ế Ệ ệ.

- У валлійській абетці Ê позначає довгий звук /e:/ перед «l», «n» та «r», а також використовується для розрізнення слів, наприклад, gem (джем) та gêm (гра).